# Måns Söderqvist
Måns Oskar Söderqvist (* 8. Februar 1993) ist ein schwedischer Fußballspieler. Der Stürmer, der 2010 in der Allsvenskan debütierte, durchlief mehrere schwedische Jugendnationalmannschaften.

## Werdegang
Söderqvist entstammt der Jugend von Emmaboda IS, 2009 wechselte der Schülernationalspieler zur Nachwuchsmannschaft von Kalmar FF. Hier kam er 2010 unter Trainer Nanne Bergstrand zu einem Kurzeinsatz in der Allsvenskan, ehe er im Februar des folgenden Jahres einen Profivertrag mit vier Jahren Laufzeit beim Verein unterzeichnete. Während er sich einerseits in den Jugendauswahlen des Svenska Fotbollförbundet etablierte, kam er unregelmäßig zu Spieleinsätzen in der höchsten schwedischen Spielklasse. 2012 debütierte er in der schwedischen U-21-Auswahlmannschaft. In der Spielzeit 2013 setzte er sich als Stammspieler in der Offensive bei Kalmar FF durch; dabei trug er mit fünf Saisontoren zum Erreichen eines Europapokalplatzes als Tabellenvierter bei. In der folgenden Spielzeit zeigte er sich noch torgefährlicher, mit zehn Saisontreffern war er vereinsintern bester Torschütze und platzierte sich damit unter den besten Torschützen der Meisterschaft. Der Klub beendete die Saison auf dem elften Tabellenplatz.
Anfang 2015 folgte Söderqvist seinem ehemaligen Trainer Nanne Bergstrand, der bis Ende 2013 Kalmar FF betreut hatte, zum Erstligaaufsteiger Hammarby IF. Dort unterzeichnete er einen Drei-Jahres-Kontrakt.